# محمود أحمد شريفو
محمود أحمد شريفو بالفرنسية (Mahmoud Ahmed Sherifo) محمود أحمد شريفو، من مواليد 1948، معروف اختصاراً باسم شريفو، ولد في أريتريا. كان لفترة وجيزة رئيسا لدولة إريتريا وبعد ذلك وضع في السجن.

## حياته
انضم إلى جبهة التحرير الإريترية في عام 1967. وكان ناشط مستقل خلال حرب استقلال إريتريا عن إثيوبيا. بعد الاستقلال، عمل في العديد من الأماكن الحكومية وكان وزيراً للشؤون الخارجية ووزيراً الحكم المحلي.

## سجنه
في سبتمبر 2001 اعتقل هذا إلى أجل غير مسمى جنبا إلى جنب مع غيره من السياسيين الذين كانوا معروفين باسم G-15، ومعه داويت إسحاق.
ويشار إلى أنه تم اعتقاله لحملته على إجراء إصلاحات ديموقراطية في حين تؤكد مصادر رسمية أن اعتقاله هو نتيجة «فقط لأنه عمل على التماس الدعم في الأوساط الحكومية للإطاحة بالرئيس والسعي لتدخل الولايات المتحدة والأمم المتحدة لانهاء الحرب وشروط استسلام إثيوبيا»، إذن اعتقل إلى أجل غير مسمى مع سياسيين آخرين كانوا يعرفون باسم مجموعة ال 15، التي عارضت حكم الرئيس الإريتري إسياس أفورقي، وتم اعتقال محمود مع 15 وزيرا آخرين من قبل الجبهة الحاكمة واحتجزت في مكان مجهول منذ ذلك الحين وانتقد الوزراء الحرب الحدودية للرئيس آنذاك عيسايا ووقعوا على رسالة مفتوحة. واعتبر كسجين رأي من قبل منظمة العفو الدولية. [6] وعلى الرغم من أن إريتريا ليس لديها منصب نائب الرئيس، إلا أن بعض المصادر أدرجت شريفو نائباً للرئيس.
ويقال إنه توفي في السجن 6 يونيو عام 2003.